# セーヴル＝バビロヌ駅
セーヴル＝バビロヌ駅 (セーヴル＝バビロヌえき、仏：Sèvres — Babylone) は、フランス・パリの6区と7区の境にあるメトロ (地下鉄) の駅。セーヴル＝バビロン駅ともいう。10号線と12号線を利用することができる。

## 概要
セーヴル＝バビロヌ駅は、パリの地下鉄メトロの駅。10号線と12号線が利用可能である。パリ中央部のやや南寄り、6区と7区の境にあり、ラスパイユ大通り、セーヴル通り及びバビロヌ通りが交わるル・コルビュジエ広場に位置している。
1910年11月5日、12号線の駅として開業した。駅名は、付近のセーヴル通りとバビロヌ通りにちなんで名付けられた。

## 歴史
- 1910年11月5日、メトロ12号線の駅として開業。
- 1923年12月30日、メトロ10号線の駅が開業。

## 駅周辺
- 奇跡のメダル教会 (Chapelle Notre Dame de la Médaille Miraculeuse)
- ブシコー公園 (Square Boucicaut)
- ボン・マルシェ百貨店 （Le Bon Marché） - 世界最初の百貨店といわれている。
- ル・コルビュジエ広場 （Place Le Corbusier）

## 隣の駅
パリメトロ
■10号線
ヴァノー駅 （Vaneau） - セーヴル＝バビロヌ駅 - マビヨン駅 （Mabillon）
■12号線
リュ・デュ・バック駅 （Rue du Bac） - セーヴル＝バビロヌ駅 - レンヌ駅 （Rennes）